# Yamaha FZR 400
La Yamaha FZR400 è una motocicletta stradale sportiva prodotta dalla casa motociclistica giapponese Yamaha a partire dal 1986 fino al 1990.

## Descrizione
Il motore, dalla cubatura di 399 cm³, era un quattro cilindri in linea raffreddato a liquido con doppio albero a camme (DOHC: Double Overhead Camshaft) a quattro valvole per cilindro.
Erogava 59 CV a 12 000 giri/min e poteva raggiungere i 14 000 giri/min.
Dotata di un cambio a sei velocità, la moto utilizzava una frizione a dischi multipli in bagno d'olio. Il motore era alloggiato sul telaio Yamaha DeltaBox in alluminio a sezione scatolata perimetrale, che garantiva robustezza e leggerezza nello stesso tempo.
La sospensione anteriore utilizzata era una forcella telescopica regolabile.
Al posteriore invece montava un mono ammortizzatore anch'esso regolabile.